# ウィリアム・カービー (昆虫学者)

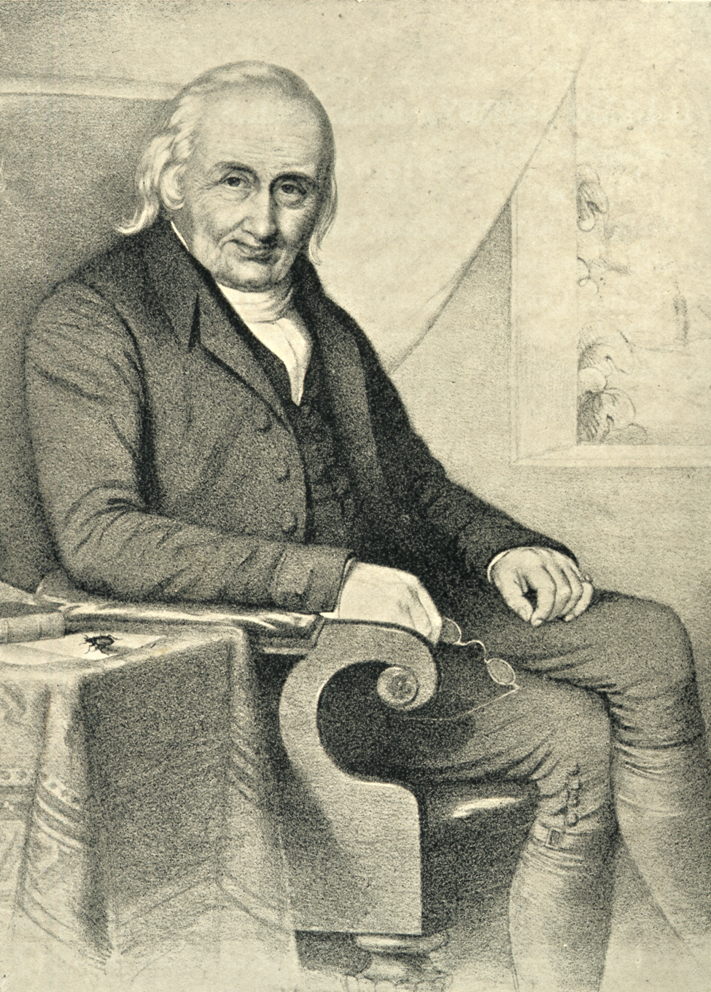
ウィリアム・カービー

ウィリアム・カービー（William Kirby、1759年9月19日 - 1850年7月4日）はイギリスの聖職者、昆虫学者である。

## 略歴
サフォークのWitneshamに生まれた。イプスウィッチの神学校で学んだ後、ケンブリッジ大学のキーズ・カレッジを1781年に卒業し、1782年にサフォークの教区に配属され、そこで終生、牧師として働いた。
余暇に、自然科学の研究、特に昆虫学を熱心に研究し、1802年に地元のハチを研究した、主著のひとつ、"Monographia Apum Angliae"を発表した。ハチに関する分類学的研究を行い、属の見直しを行い、多くの新種を記載した。この仕事で国の内外で昆虫学者として高い評価を得た。
友人のスペンス（William Spence）とともに、4巻の"Introduction to Entomology" (1815-1826)を出版した。これは英語で書かれた最初の一般向けの昆虫学の本である。ウィリアム・シャープ・マクリーの5進分類法（Quinarian system、その後忘れられた分類法）に基づいた分類が用いられた。第8代ブリッジウォーター伯爵フランシス・エジャートンが、神の力による自然の調和を示すために、8つテーマの論文（ "Bridgewater Treatises"）を学者に委託した時、その一人に選ばれ、"On the History, Habits and Instincts of Animals"を執筆した。
これらの著作以外に、ロンドン・リンネ協会の出版物や、ロンドン動物学会の"Zoological Journal"に多くの論文を寄稿した。ウィリアム・エドワード・パリーの北極探検航海の博物学分野の報告書、"Account of the Animals seen by the late Northern Expedition while within the Arctic Circle" (1821) と "Fauna Boreali-Americana" (1837)の昆虫学の分野を執筆した。
これらの業績から「イギリス昆虫学の父」と称された。カービーの標本は大英博物館やリンネ協会に収められた。
神学の分野の著作に"Strictures on Sir James Smith's Hypothesis respecting the Lilies of the Field or our Saviour and the Acanthus of Vergil" (1819) や "Seven Sermons on our Lords Temptations" (1829)がある。